# Singly na prvním místě v roce 1960 (USA)
Jedničky americké hitparády Hot 100 za rok 1960 podle časopisu Billboard.
| Období       | Skladba                                            | Interpret                        |
| ------------ | -------------------------------------------------- | -------------------------------- |
| 4. leden     | "El Paso"                                          | Marty Robbins                    |
| 11. leden    | "El Paso"                                          | Marty Robbins                    |
| 18. leden    | "Running Bear"                                     | Johnny Preston                   |
| 25. leden    | "Running Bear"                                     | Johnny Preston                   |
| 1. únor      | "Running Bear"                                     | Johnny Preston                   |
| 8. únor      | "Teen Angel"                                       | Mark Dinning                     |
| 15. únor     | "Teen Angel"                                       | Mark Dinning                     |
| 22. únor     | "Theme from A Summer Place"                        | Percy Faith                      |
| 29. únor     | "Theme from A Summer Place"                        | Percy Faith                      |
| 7. březen    | "Theme from A Summer Place"                        | Percy Faith                      |
| 14. březen   | "Theme from A Summer Place"                        | Percy Faith                      |
| 21. březen   | "Theme from A Summer Place"                        | Percy Faith                      |
| 28. březen   | "Theme from A Summer Place"                        | Percy Faith                      |
| 4. duben     | "Theme from A Summer Place"                        | Percy Faith                      |
| 11. duben    | "Theme from A Summer Place"                        | Percy Faith                      |
| 18. duben    | "Theme from A Summer Place"                        | Percy Faith                      |
| 25. duben    | "Stuck on You"                                     | Elvis Presley                    |
| 2. květen    | "Stuck on You"                                     | Elvis Presley                    |
| 9. květen    | "Stuck on You"                                     | Elvis Presley                    |
| 16. květen   | "Stuck on You"                                     | Elvis Presley                    |
| 23. květen   | "Cathy's Clown"                                    | The Everly Brothers              |
| 30. květen   | "Cathy's Clown"                                    | The Everly Brothers              |
| 6. červen    | "Cathy's Clown"                                    | The Everly Brothers              |
| 13. červen   | "Cathy's Clown"                                    | The Everly Brothers              |
| 20. červen   | "Cathy's Clown"                                    | The Everly Brothers              |
| 27. červen   | "Everybody's Somebody's Fool"                      | Connie Francis                   |
| 4. červenec  | "Everybody's Somebody's Fool"                      | Connie Francis                   |
| 11. červenec | "Alley Oop"                                        | The Hollywood Argyles            |
| 18. červenec | "I'm Sorry"                                        | Brenda Lee                       |
| 25. červenec | "I'm Sorry"                                        | Brenda Lee                       |
| 1. srpen     | "I'm Sorryk"                                       | Brenda Lee                       |
| 8. srpen     | "Itsy Bitsy Teenie Weenie Yellow Polka Dot Bikini" | Brian Hyland                     |
| 15. srpen    | "It's Now or Never"                                | Elvis Presley                    |
| 22. srpen    | "It's Now or Never"                                | Elvis Presley                    |
| 29. srpen    | "It's Now or Never"                                | Elvis Presley                    |
| 5. září      | "It's Now or Never"                                | Elvis Presley                    |
| 12. září     | "It's Now or Never"                                | Elvis Presley                    |
| 19. září     | "The Twist"                                        | Chubby Checker                   |
| 26. září     | "My Heart Has a Mind of Its Own"                   | Connie Francis                   |
| 3. říjen     | "My Heart Has a Mind of Its Own"                   | Connie Francis                   |
| 10. říjen    | "Mr. Custer"                                       | Larry Verne                      |
| 17. říjen    | "Save the Last Dance for Me"                       | The Drifters                     |
| 24. říjen    | "I Want to Be Wanted"                              | Brenda Lee                       |
| 31. říjen    | "Save the Last Dance for Me"                       | The Drifters                     |
| 7. listopad  | "Save the Last Dance for Me"                       | The Drifters                     |
| 14. listopad | "Georgia on My Mind"                               | Ray Charles                      |
| 21. listopad | "Stay"                                             | Maurice Williams and the Zodiacs |
| 28. listopad | "Are You Lonesome Tonight?"                        | Elvis Presley                    |
| 5. prosinec  | "Are You Lonesome Tonight?"                        | Elvis Presley                    |
| 12. prosinec | "Are You Lonesome Tonight?"                        | Elvis Presley                    |
| 19. prosinec | "Are You Lonesome Tonight?"                        | Elvis Presley                    |
| 26. prosinec | "Are You Lonesome Tonight?"                        | Elvis Presley                    |